# Haveeru Daily
Haveeru Daily (dhivehi: ހަވީރު) – najdłużej działający dziennik na Malediwach. Założony 1 stycznia 1979 roku, odgrywał ważną rolę w kształtowaniu opinii publicznej, oferując wszechstronną relację wydarzeń krajowych i międzynarodowych. Zawieszony w 2016 roku w wyniku sporu prawnego między założycielami.
Haveeru Daily został założony przez Mohameda Zahir Hussaina, jednego z najbardziej wpływowych dziennikarzy i intelektualistów na Malediwach. Nazwa gazety „Haveeru” oznacza w lokalnym języku dhivehi „Popołudnie”, co symbolizowało cel dziennika – dostarczanie najświeższych wiadomości pod koniec dnia. Od samego początku gazeta była drukowana w formacie codziennym, oferując artykuły dotyczące polityki, gospodarki, kultury, sportu oraz innych istotnych obszarów życia społecznego. Dziennik publikował także felietony oraz komentarze ekspertów, co uczyniło go jednym z najbardziej zaufanych źródeł informacji w kraju.
Haveeru Daily było pionierem wprowadzania nowoczesnych technologii do malediwskiej prasy. W 1996 roku gazeta uruchomiła pierwszy malediwski portal informacyjny – Haveeru Online, co znacząco zwiększyło jej zasięg i umożliwiło dotarcie do diaspory malediwskiej na całym świecie. Był to przełom w komunikacji medialnej na Malediwach, który otworzył nową erę cyfrową w dziennikarstwie krajowym.
Dziennik wielokrotnie publikował materiały śledcze oraz analizy polityczne, przyczyniając się do kształtowania demokratycznych procesów na Malediwach. Gazeta była też platformą dla lokalnych artystów, pisarzy i intelektualistów, którzy mogli dzielić się swoimi poglądami z szeroką publicznością. Rubryka literacka Haveeru Daily przyczyniła się do popularyzacji literatury w języku dhivehi.
W 2016 roku, po niemal 37 latach działalności, gazeta została zmuszona do zawieszenia publikacji w wyniku sporu prawnego pomiędzy współzałożycielami. Decyzja sądu doprowadziła do likwidacji tytułu, co odbiło się szerokim echem w kraju i wywołało debatę na temat wolności prasy na Malediwach. 31 marca 2017 roku zawieszono także działalność internetowego kanału informacyjnego Haveeru News. Od tej pory wszystkie informacje przekazywane są przez stronę Mihaaru.com.